# The Adventure of the Beryl Coronet
The Adventure of the Beryl Coronet(O Roubo da Coroa de Berilos, A Coroa de Berilos ou O Diadema de Berilos) é um conto policial de Sir Arthur Conan Doyle protagonizado por Sherlock Holmes e Dr. Watson e publicado pela primeira vez na Strand Magazine em maio de 1892 com 9 ilustrações de Sidney Paget

## Enredo
Alexander Holder, da Casa Bancária Holder & Stevenson, procura Sherlock Holmes para que este solucione o misterioso sumiço de algumas pedras da Coroa de Berilos. Um homem procurou o banqueiro para pedir-lhe um empréstimo de 50  mil libras. Como garantia confiou-lhe um valioso objeto, a Coroa de Berilos. Alexander entende o valor do objeto e prefere guardá-lo em casa porém, na primeira noite, parte da coroa foi roubada, e Alexander encontrou a coroa sem algumas pedras na mão de seu filho.

### Ilustrações

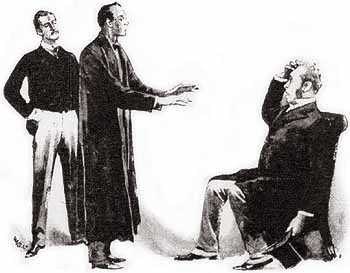
Alexander Holder procura Sherlock Holmes
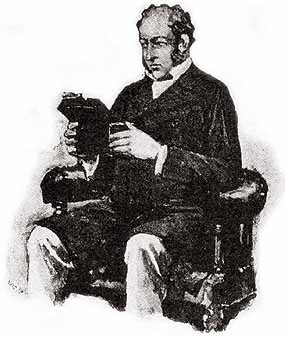
Alexander Holder recebe a coroa de berilos como garantia
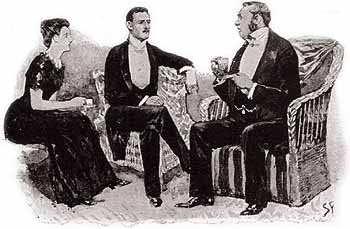
Holder conta a seus filhos Mary e Arthur sobre a coroa
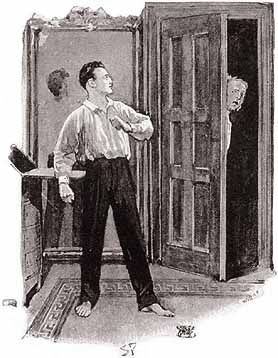
Holder suspeita que seu filho roubou a coroa
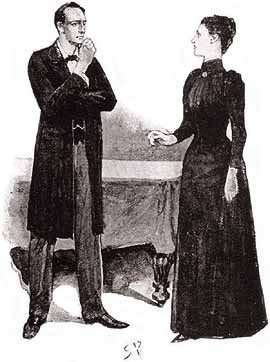
Sherlock Holmes interroga Mary Holder
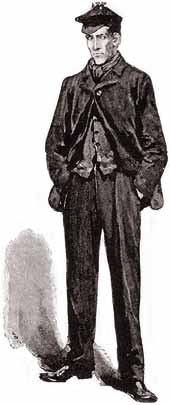
Sherlock Holmes disfarçado
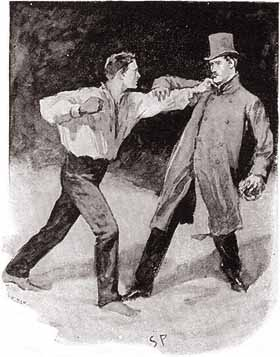
Sherlock Holmes conta a verdade sobre o caso
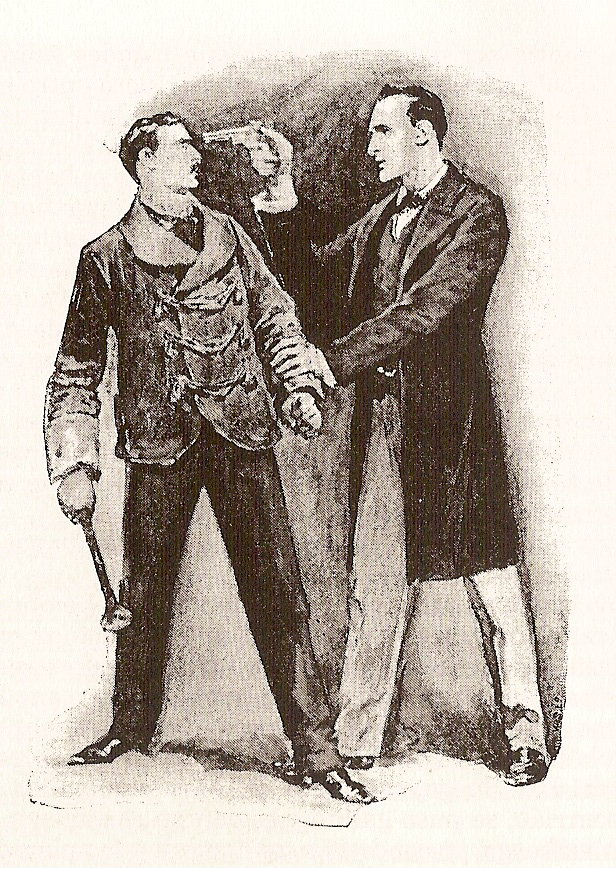
Sherlock Holmes prende o criminoso

## Ligações Externas
- Conto em Português, completo e ilustrado